# Ищенко, Антон Анатольевич
Антон Анатольевич Ищенко (род. 15 августа 1973, Саратов) — российский общественный и политический деятель, депутат Государственной Думы Федерального Собрания РФ 6-го созыва (член Комитета Государственной Думы по бюджету и налогам), депутат Саратовской городской Думы 5-го созыва, генеральный директор Всероссийского общества изобретателей и рационализаторов (ВОИР), общественный уполномоченный по вопросам изобретательства и интеллектуальной собственности в городе Москве, изобретатель (автор изобретения "Способ быстрого строительства здания Ищенко").

## Биография
После окончания средней школы № 86 поступил в Саратовский государственный социально-экономический университет, на учётно-экономический факультет. В 1995 году окончил вуз с присвоением квалификации «Экономист по бухгалтерскому учёту, контролю и анализу хозяйственной деятельности в промышленности».
Работал в этом же вузе на преподавательских должностях на кафедре бухгалтерского учёта, в должности доцента, а затем профессора кафедры бухгалтерского учёта. Одновременно с работой в университете занимался производственной деятельностью. В разные годы возглавлял сельхозпредприятие, молочный завод, завод безалкогольных напитков, производственное предприятие по фотопечати.
Кандидат экономических наук. В 2009 году защитил кандидатскую диссертацию по теме: «Учёт и контроль инвестиционно-строительной деятельности простого товарищества». Имеет опубликованные научные работы.
В декабре 2011 года избран депутатом Государственной Думы Федерального собрания РФ шестого созыва по списку ЛДПР, набрав 7,24 % (96246 голосов).
В 2011—2016 годах — член комитета ГД по бюджету и налогам, председатель Комиссии Рабочей группы по законодательным инициативам в сфере инновационной политики при Председателе Государственной Думы ФС РФ, член Межфракционной рабочей группы по защите прав предпринимателей в Российской Федерации,. Автор и соавтор более 60 федеральных законопроектов.
Инициатор и сопредседатель оргкомитета Всероссийской конференции «Юные техники и изобретатели» в Государственной Думе ФС РФ, которая ежегодно проходит с 2014 года. В 2015 году проект был признан лучшим проектом для молодежи и получил главный приз Всероссийского конкурса студенческих и корпоративных проектов Eventиада Awards.
С 2016 года депутат Саратовской городской Думы. 25 октября 2016 года на внеочередном съезде Всероссийского общества изобретателей и рационализаторов (ВОИР) избран председателем Центрального совета Общества, на VII съезде ВОИР (16 июня 2022 года) избран генеральным директором Общества.
В 2017 году стал инициатором создания Экспертного совета по вопросам изобретательства и рационализаторства, интеллектуальной собственности, инженерного дела, детского научного и технического творчества при Комитете Государственной Думы по экономической политике, промышленности, инновационному развитию и предпринимательству.
Совместно с депутатом ГД РФ И. К. Сухаревым впервые сформулировал предложение формирования государственной политики в сфере поддержки некоммерческих организаций, содействующих развитию науки, техники и рынка интеллектуальной собственности. С этой целью была создана рабочая группа при Комитете Государственной Думы по развитию гражданского общества, вопросам общественных и религиозных объединений.
В 2019—2020 годах — ответственный секретарь подкомиссии по интеллектуальной собственности Комиссии Правительства РФ по экономическому развитию и интеграции
Член Коллегии и научно—технического совета Федеральной службы по интеллектуальной собственности (Роспатент).
Член Совета по вопросам интеллектуальной собственности при Председателе Совета Федерации ФС РФ.
Член экспертного совета по научно—технологическому развитию при комитете по науке и высшему образованию ГД РФ.
Член Координационного совета Российского союза научных и инженерных общественных объединений
Член редакционной коллегии журнала «Изобретатель и рационализатор», «Управление наукой и наукометрия» и «Интеллектуальная собственность. Промышленная собственность»

### Семья
Женат. Воспитывает сына и дочь.

## Награды
- Почетный знак Федеральной службы по интеллектуальной собственности (Роспатент) «Во благо России»
- Нагрудный знак отличия «За заслуги» Государственного учреждения «Национальный центр интеллектуальной собственности» Республики Беларусь
- Медаль «За содружество в области химического разоружения» (ФУБХУХО России, 2015 год)[2]
- Почётная грамота Государственной Думы ФС РФ
- Благодарность Председателя Государственной Думы ФС РФ С. Е. Нарышкина «За значительный вклад в развитие законодательства Российской Федерации и парламентаризма в Российской Федерации»
- Общественные награды: медали «Патриот России», «Адмирал Г. И. Невельской», «Трудовая доблесть России», знак «За заслуги в борьбе с контрафактом» и др.